# Anales (Tácito)

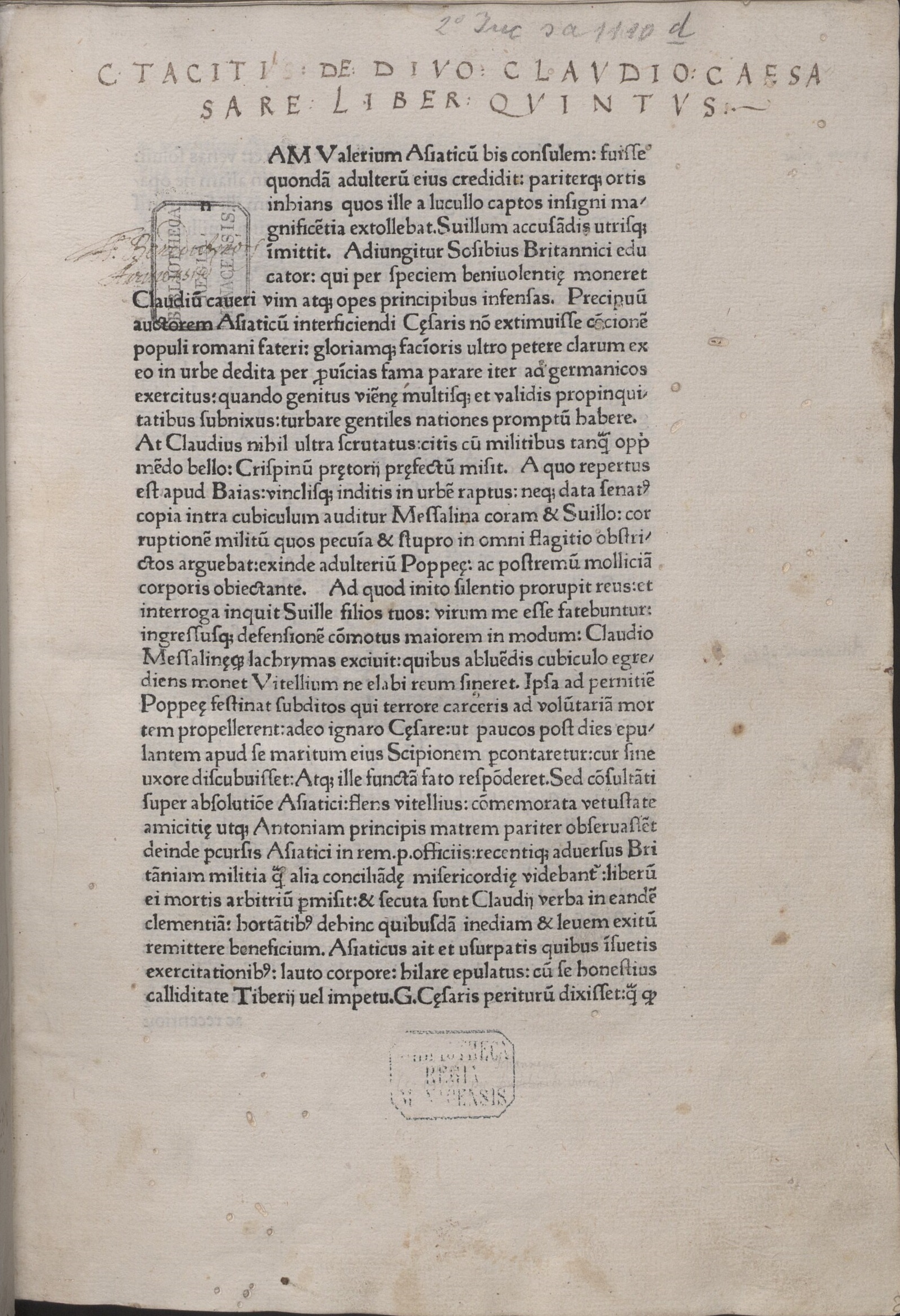
Íncipit del libro XI de los Annales en la edición príncipe (Venecia: Wendelinus de Spira, ca. 1471/72).

Los Anales (latín: Annales) del historiador y senador romano Tácito son una historia del imperio romano que comprende el reinado de cuatro emperadores del año 14 al 68 d. C.: Tiberio, Claudio, Calígula y Nerón. Los Anales son una importante fuente de información sobre el imperio romano en el primer siglo d. C.; es la obra final de Tácito, y es usualmente considerada por la historiografía moderna como su mayor trabajo.
En la actualidad se sabe por comentario de Jerónimo que Tácito escribió treinta libros entre las Historias y los Anales; sólo la mitad de estos tomos han sobrevivido hasta el día de hoy.
Los historiadores modernos consideran que Tácito, como senador romano, tenía acceso a las actas o comentarios senatoriales (Acta Senatus), donde encontró una base firme para su trabajo. A pesar de que Tácito se refiere a su trabajo como "mis anales", el título de los Anales no fue asignado por el mismo Tácito, sino que deriva de su estructura anual; el nombre de los manuscritos parece ser Ab Excessu divi Augusti Historiarum Libri (libros de historia desde la muerte del divino Augusto)

## Contenido
Los Annales fueron la obra final de Tácito. Escribió al menos 16 libros, pero los libros 7–10 se perdieron así como también parte de los libros 5, 6, 11 y 16. El libro 6 acaba con la muerte de Tiberio y los libros desde el 7 al 12 cubrían presumiblemente los reinados de Calígula y Claudio. Los demás libros tratan del reino de Nerón, probablemente hasta su muerte en junio de 68 o hasta fines de año para luego reunir las Historiae. La segunda parte del libro 16 se perdió (termina narrando los eventos del año 66). No se sabe si Tácito completó la obra o se decidió a terminar antes otros trabajos que había planificado escribir; murió antes de poder trabajar en las historias de Nerva y Trajano, y no se tiene ningún fragmento de la parte de la obra sobre Augusto y los inicios del imperio con las que había decidido concluir su trabajo de historiador.
Así como había ya escrito en las Historias, Tácito sostiene su tesis sobre la necesidad del principado. Si por una parte elogia a Augusto por haber garantizado la paz en el estado romano tras años de guerra civil, por otro muestra las desventajas de la vida bajo el dominio de los Césares. De la historia del Imperio romano forma parte el ocaso definitivo de la libertad política de la aristocracia senatorial, que Tácito veía moralmente decaída, corrupta y servil con los deseos del soberano. Durante el reino de Nerón, tuvieron gran difusión las obras literarias que exaltaban el suicidio como «exitus illustrium virorum». Todavía en esta obra, como ya había sostenido en Agrícola, Tácito se opone a quienes eligen un inútil martirio a través del suicidio. Al describir el suicidio de Petronio, Tácito subraya deliberadamente el irónico cambio de los modelos filosóficos realizado por este hombre.
Sin embargo, contra este tétrico contexto, una parte de la clase política continuó ejercitando honestamente su propio poder sobre las provincias y guiando al ejército de manera recta. La historiografía trágica, llena de eventos dramáticos, tiene un peso importante en los Annales. Tácito nos muestra la tragedia del pueblo. El objetivo no es suscitar fuertes emociones. Tácito usa los componentes trágicos de la historia para penetrar en los ánimos de los personajes e iluminar sus pasiones y ambigüedades. Las pasiones dominantes en los personajes son las políticas (con excepción de Nerón). Todas las clases sociales, sin excepciones, tienen estos defectos: ambición, deseo de poder y de prestigio personal, y muchas veces envidia, hipocresía y presunción. Todos los demás sentimientos, excepto la ambición, vanidad y avaricia, tienen una importancia secundaria.
En los Annales, Tácito desarrolló ulteriormente el estilo de descripción que había utilizado tan bien en las Historiae. Quizás el retrato mejor que hace es el de Tiberio, hecho de manera indirecta, emerge progresivamente en el curso de la narración, con observaciones y comentarios. El retrato moral tiene la precedencia sobre el físico; hay también retratos paradójicos. El más significativo de estos es el de Petronio, cuya fascinación está en sus contradicciones. La debilidad de su vida está en oposición con la energía y la competencia que demostró en los deberes públicos. Petronio afrontó la muerte como un último placer dando contemporáneamente prueba de autocontrol, coraje y firmeza. Se opuso al uso estoico del suicidio teatral, tanto que hablaba con los amigos mientras moría, de argumentos fútiles. Tácito no hace de él un modelo a seguir y así sugiere implícitamente que su grandeza de ánimo fue más sólida que la mostrada por tantos «mártires» estoicos.

## Estilo
Aun cuando se trate de una simplificación, es sin embargo, correcto reconocer que el estilo de Tácito en los Annales parte de las normas gramaticales y de composición de los autores de la tarda república, primero entre todos Cicerón. Descrito como peregrino, arcaico y solemne, Tácito alcanza su estilo personal a través de raras aunque no únicas formas gramaticales, elipses frecuentes (especialmente de las formas auxiliares del verbo esse), circunlocuciones creativas y dicciones que se extienden hasta los límites del léxico latino. En comparación con las Historiae, los Annales son menos fluidos, mucho más concisos y severos. Hay hasta una predilección mayor por las incongruencias. Las formas verbales poco armónicas reflejan los eventos discordantes que narran y la ambigüedad de los personajes que describen. Hay muchas metáforas «violentas» y usos audaces de la personificación. El estilo poético, especialmente el de Virgilio, es usado a menudo. Por ejemplo, la descripción de la expedición de Germánico al lugar de la batalla del bosque de Teutoburgo en búsqueda de los restos de las legiones destruidas de Publio Quintilio Varo recalca el estilo usado por Virgilio en la descripción del descenso de Eneas al mundo ultraterreno.
Sin embargo, el estilo cambia durante la lectura. Del libro 13 en adelante, Tácito usa un estilo más tradicional, más cercano a los cánones del estilo clásico. Su prosa se vuelve más rica y elevada, menos concisa, menos áspera e insinuante. Al elegir entre sinónimos, Tácito prefiere el uso de expresiones más normales y moderadas que rebuscadas. Probablemente el reino de Nerón es tratado con menos solemnidad porque cronológicamente es más cercano al tiempo de la redacción de la obra, mientras que la edad de Tiberio era considerada como más cercana a la vieja República. La falta de detalle que a veces emerge en los libros 15 y 16 ha inducido a algunos a sostener que las versiones que nos han llegado no sean la versión definitiva, sino más bien un borrador que estaba pendiente de revisión.